# Thisbe
Thisbê (grek. Θισβη) var en najadnymf i grekisk mytologi. Hon bodde i källan eller fontänen i byn Thisbe i Boiotien (centrala Grekland) och var möjligtvis dotter till flodguden Termessos.

## Ovidius Thisbe
I Ovidius berättelse om Pyramus och Thisbe, använde Ovidius sig av nymfen Thisbe som inspiration till sin tragiska hjältinna. Enligt historien begick Thisbe självmord när hon hittade sin älskade Pyramus död.
Många berömda verk, till exempel Shakespeares Romeo och Julia, är baserade på denna berättelse.